# Madisonville (Texas)
Madisonville es una ciudad ubicada en el condado de Madison, Texas, Estados Unidos. Tiene una población estimada, a mediados de 2021, de 4565 habitantes.
Es la sede del condado.

## Geografía
La localidad está ubicada en las coordenadas 30°57′14″N 95°54′33″O / 30.95389, -95.90917 (30.954018, -95.909285). Según la Oficina del Censo de los Estados Unidos, tiene una superficie total de 11.20 km², de la cual 10.82 km² corresponden a tierra firme y 0.38 km² están cubiertos de agua.

## Demografía

### Censo de 2020
Según el censo de 2020, en ese momento la localidad tenía una población de 4420 habitantes. La densidad de población era de 408.50 hab./km².
| Raza                   | Núm. | Porc.  |
| ---------------------- | ---- | ------ |
| Blancos                | 1778 | 40.23% |
| Afroamericanos         | 1236 | 27.96% |
| Amerindios             | 44   | 1.00%  |
| Asiáticos              | 26   | 0.59%  |
| Isleños del Pacífico   | 1    | 0.02%  |
| De otras razas         | 832  | 18.82% |
| De una mezcla de razas | 503  | 11.38% |
| Total                  | 4420 | 100%   |

Del total de la población, el 38.94% eran hispanos o latinos de cualquier raza.

### Censo de 2010
Según el censo de 2010, en ese momento había 4396 personas residiendo en Madisonville. La densidad de población era de 392.44 hab./km². El 51.36 % de los habitantes eran blancos, el 29.16 % eran afroamericanos, el 0.3 % eran amerindios, el 0.61 % eran asiáticos, el 0.05 % eran isleños del Pacífico, el 16.01 % eran de otras razas y el 2.5 % eran de una mezcla de razas. Del total de la población, el 31,23 % eran hispanos o latinos de cualquier raza.